# 63-as főút
63-as főút (ungarisch für ‚Hauptstraße 63‘) ist eine ungarische Hauptstraße. Sie zweigt zwischen Tolna und Szekszárd nach Norden von der 6-os főút (Europastraße 73) ab und führt über Nagydorog (deutsch: Großdorog) und Cece, wo sie die 61-es főút kreuzt, sowie weiter über Sárbogárd (deutsch: Bochart) und Sárkeresztúr nach Székesfehérvár (deutsch: Stuhlweißenburg), wo sie kurz nach der Querung der Autobahn Autópálya M7 (Europastraße 71) an der Stadtumfahrung der 7-es főút endet.
Die Gesamtlänge der Straße beträgt 90 Kilometer.